# Jean-François Bouchard
Jean-François Bouchard, né le 4 octobre 1962 à Reims, est un économiste et romancier français.

## Biographie
Jean-François Bouchard est né le 4 octobre 1962 à Reims (France). Économiste, sa carrière professionnelle se déroule dans l’environnement des grandes institutions financières internationales. Il a notamment travaillé pour plusieurs banques centrales européennes, et a également été en poste plusieurs années en Roumanie et en Bulgarie, lorsque ces deux pays préparaient leur accession en qualité de membres de l’Union européenne. Il a enfin été conseiller résident en Afrique centrale pour le compte du Fonds monétaire international.
Jean-François Bouchard est aussi écrivain et romancier : ses livres sont publiés aux éditions Max Milo et aux éditions Thaddée. Il a notamment rédigé une biographie romancée du ministre de l'Économie du Troisième Reich Hjalmar Schacht.

## Œuvre

### Ouvrages économiques
- Sept leçons de sortie de crise à l’usage de Monsieur Hollande et autres monarques européens, éditions Thaddée, 2013
- L’empereur illicite de l’Europe – au cœur de la Banque Centrale Européenne, éditions Max Milo, 2014 [3],[4],[5]
- Hjalmar Schacht, le banquier du diable, éditions Max Milo, 2015[6],[7]

### Ouvrages historiques
- Conspirations ? La face cachée de la construction européenne, VA Editions, 2021

### Romans
- L’homme qui torpilla Wall Street, éditions Thaddée, 2013
- Sombre tango d’un maître d’échecs, éditions Max Milo, 2014
- Cent millions pour Al Qaida (tome 2 de L’homme qui torpilla Wall Street), éditions Thaddée, 2014